# Раушвіц
Раушвіц (нім. Rauschwitz) — громада в Німеччині, розташована в землі Тюрингія. Входить до складу району Заале-Гольцланд. Громада підпорядковується адміністрації міста Айзенберг.
Площа — 8,76 км2. Населення становить 211 ос. (станом на 31 грудня 2021).